# Holmtjärnen (Malå socken, Lappland, 722062-163600)
Holmtjärnen är en sjö i Malå kommun i Lappland och ingår i Umeälvens huvudavrinningsområde. Sjön har en area på 0,214 kvadratkilometer och ligger 309,9 meter över havet.

## Delavrinningsområde
Holmtjärnen ingår i det delavrinningsområde (722386-163566) som SMHI kallar för Mynnar i Vormbäcken. Medelhöjden är 401 meter över havet och ytan är 29,12 kvadratkilometer. Det finns inga avrinningsområden uppströms utan avrinningsområdet är högsta punkten. Vattendraget som avvattnar avrinningsområdet har biflödesordning 4, vilket innebär att vattnet flödar genom totalt 4 vattendrag innan det når havet efter 228 kilometer. Avrinningsområdet består mestadels av skog (73 procent) och sankmarker (24 procent). Avrinningsområdet har 0,21 kvadratkilometer vattenytor vilket ger det en sjöprocent på 0,7 procent.